# Cerithideopsis fuscata
Cerithideopsis fuscata is een slakkensoort uit de familie van de Potamididae. De wetenschappelijke naam van de soort werd in 1857 voor het eerst geldig gepubliceerd door Gould als Cerithidea fuscata.